# Mimapomecyna flavostictica
Espèce
Mimapomecyna flavostictica est une espèce de coléoptères de la famille des Cerambycidae. Elle est décrite par Breuning en 1957.